# توب 14
توب 14 هو أعلى دوري في رياضة اتحاد الرغبي في فرنسا،تأسس الدوري في 1892.